# Raskó Magda
Raskó Magda (Budapest, 1919. május 29. – Budapest, 1992. március 16.) magyar operaénekes (szoprán).

## Életpályája
1937–1939 között dr. László Géza, 1939–1968 között Palotay Árpád és Budanovits Mária, a Nemzeti Zenede ének szakán Marschalkó Rózsi tanítványa volt. 1945-ben lett a Magyar Állami Operaház tagja, ahol 25 évig (1970) volt a színház magánénekesnője. 1947-ben Rómában volt ösztöndíjas.

## Emlékezete
Sírja a Farkasréti temetőben található (25-10-82/1).

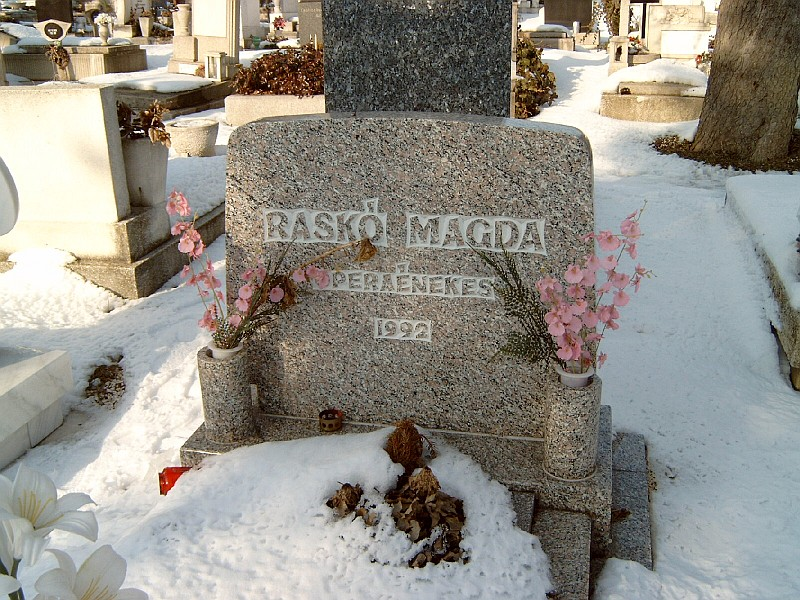
Raskó Magda énekesnő (szoprán) sírja Budapesten. Farkasréti temető: 25-10-82/1

## Színházi szerepei
- Wagner: A Rajna kincse... Woglinde
- Verdi: Falstaff... Annuska
- Mozart: A varázsfuvola... Papagena
- Mozart: Don Juan... Zerlina
- Verdi: Rigoletto... Gilda
- Verdi: Don Carlos... Mennyei hang
- Rossini: Ory grófja... Alice
- Verdi: Trubadúr... Inez
- Gounod: Faust... Margit
- R. Strauss: A Rózsalovag... Sophie
- Bizet: Carmen... Micaela
- Puccini: Bohémélet... Mimi

## Díjai
- SZOT-díj